# Semente ortodoxa
Sementes ortodoxas são as sementes que sobrevivem a secagem e congelamento durante a conservação ex situ, ao contrário das sementes recalcitrantes.